# Piutulanjärvi
Piutulanjärvi är en sjö i Finland. Den ligger i kommunen Fredrikshamn i landskapet Kymmenedalen, i den södra delen av landet, 140 km öster om huvudstaden Helsingfors. Piutulanjärvi ligger 32,3 meter över havet. I omgivningarna runt Piutulanjärvi växer i huvudsak barrskog. Arean är 1,34 kvadratkilometer och strandlinjen är 13,25 kilometer lång. Sjön  ingår i Vehkajokis huvudavrinningsområde. 